# Sjors Ultee
Sjors Ultee (Utrecht, 23 mei 1987) is een Nederlands voetbaltrainer en voetbalbestuurder.

## Carrière
Ultee doorliep de pabo en was werkzaam in het speciaal onderwijs. Hij speelde nooit in het betaald voetbal. Bij de amateurclub DVSU speelde hij in de vierde en vijfde klasse en was hij actief als jeugdtrainer. In 2006 kwam hij bij FC Utrecht terecht, eerst als assistent-techniektrainer voor clinics bij amateurclubs, in 2009 kreeg hij een parttime baan als jeugdtrainer. Van 2014 tot 2016 was hij assistent-trainer van het eerste elftal onder Rob Alflen en Erik ten Hag.
In 2016 verlengde Ultee zijn contract bij FC Utrecht niet en werd jeugdtrainer bij FC Twente. In 2017 werd hij als assistent naar het eerste elftal gehaald. Twente degradeerde in het seizoen 2017/18 naar de Eerste divisie en Ultee vertrok. In het seizoen 2018/19 was hij assistent van Rob Alflen bij Helmond Sport.
In 2019 werd Ultee voor het eerst aangesteld als hoofdtrainer bij een voetbalclub, bij Fortuna Sittard. Hij tekende hier een contract voor een jaar met een optie voor nog een seizoen. Vanaf de start van seizoen 2020/21 was hij technisch manager van Fortuna Sittard en assistent-trainer onder Kevin Hofland. Na het vertrek van Hofland in november 2020 werd hij interim-trainer en Sjoerd Ars technisch manager. In december 2020 werd hij trainer van Fortuna Sittard en in maart 2021 verlengde hij zijn contract tot medio 2023. Sjors Ultee is ontslagen na drie speelronden van het Eredivisie seizoen 22/23 bij Fortuna Sittard.
Ultee werd op 11 november 2022 trainer van SC Cambuur. Hij tekende een contract voor anderhalf seizoen. Dat contract ging in per 14 november, de start van de lange voorbereiding op de tweede seizoenshelft. Op 9 oktober 2023 werd Ultee ontslagen als trainer van SC Cambuur. De slechte seizoensstart kostte hem de kop.
Vanaf het seizoen 2024/25 werd hij hoofdtrainer van TOP Oss.